# Sajf al-Adl
Muhammad Salah ad-Din al-Halim Zajdan (arab. ‏محمد صلاح الدين الحليم زيدان‎; ur. 11 kwietnia 1960 lub 1963), znany jako Sajf al-Adl (arab. ‏سيف العدل‎, tłum. Miecz Sprawiedliwości) – egipski terrorysta, de facto lider Al-Ka’idy, następca Ajmana az-Zawahiriego, były oficer egipskich sił specjalnych.

## Biografia
W 1987 r. razem z innymi wojskowymi został usunięty z egipskich sił zbrojnych, aresztowany i oskarżony o działanie na rzecz Egipskiego Dżihadu. Po oddaleniu zarzutów udał się do Pakistanu, dołączając do mudżahedinów stawiających opór radzieckiej interwencji w Afganistanie. Sajf został wtedy szefem nowo utworzonego działu medialnego Al-Ka’idy i brał udział w produkcji filmów Usamy ibn Ladina.
Raport Komisji ds. zamachów z 11 września stwierdza, że Sajf al-Adl był jednym z trzech starszych członków Rady Szury Al-Ka’idy, którzy w lipcu 2001 r. sprzeciwiali się decyzji Ibn Ladina i Az-Zawahiriego o przeprowadzeniu tych ataków.
Po rozpoczęciu amerykańskiej interwencji w Afganistanie w 2001 r. uzyskał on tajny azyl w szyickim Iranie, z którego powodu nie został oficjalnie ogłoszony emirem sunnickiej organizacji mimo de facto zostanie jej liderem po śmierci Az-Zawahiriego w 2022 r.